# Assemblea Nacional de Cap Verd

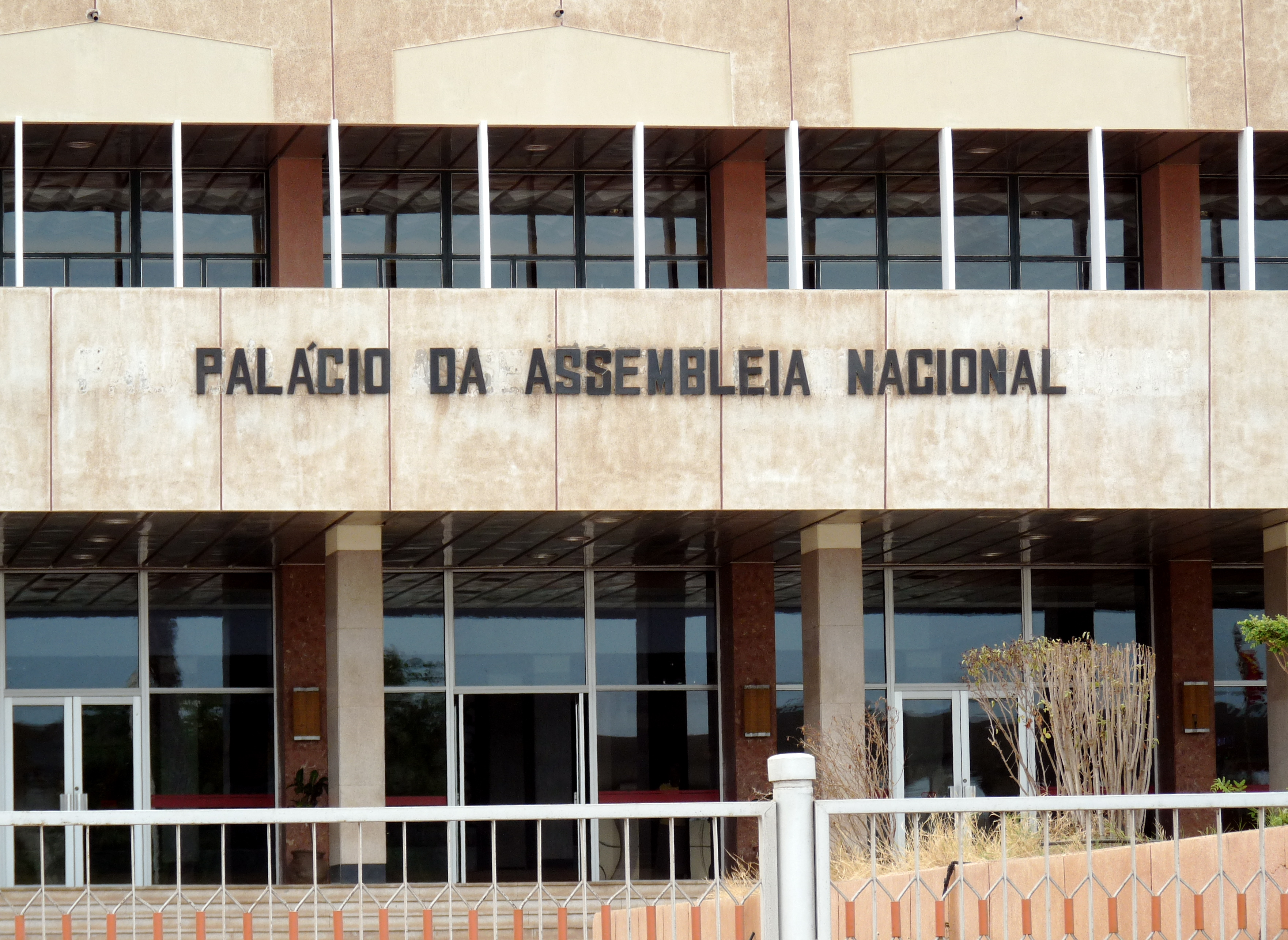
L'edifici de l'Assemblea nacional a Praia

L'Assemblea Nacional de Cap Verd (portuguès: Assembleia Nacional) és l'òrgan del poder legislatiu de la República de Cap Verd. És una assemblea unicameral i ocupa un paper fonamental en la definició de les polítiques públiques. Aprova o censura el programa del govern, nomena cap de l'executiu el líder del partit vencedor de les eleccions legislatives i té la qualificació exclusiva de canviar la política fiscal, amb una majoria qualificada (2/3) dels diputats.

## Composició
Des de les eleccions del 14 de gener de 2001, l'Assemblea té un total de 72 membres elegits directament que serveixen termes de cinc anys. Són escollits a partir del 13 circumscripcions multimembres utilitzant el sistema de representació proporcional mitjançant la regla D'Hondt.
| Circumscripció | Núm de diputats | Mandats                |
| -------------- | --------------- | ---------------------- |
| Santo Antão    | 6               | PAICV 3, MpD 3         |
| São Vicente    | 11              | PAICV 5, MpD 4, UCID 2 |
| São Nicolau    | 2               | MpD 1, PAICV 1         |
| Sal            | 3               | Mpd 2, PAICV 1         |
| Boa Vista      | 2               | PAICV 1, MpD 1         |
| Maio           | 2               | Mpd 1, PAICV 1         |
| Santiago Norte | 14              | PAICV 8, MpD 6         |
| Santiago Sul   | 19              | PAICV 11, MpD 8        |
| Fogo           | 5               | PAICV 3, MpD 2         |
| Brava          | 2               | PAICV 1, MpD 1         |
| Àfrica         | 2               | PAICV 1, MpD 1         |
| Europa         | 2               | PAICV 1, MpD 1         |
| Amèrica        | 2               | PAICV 1, MpD 1         |

## Història

### Assemblea Nacional del Poble (1975–1991)
Les primeres eleccions legislatives del país es van dur a terme al juny de 1975. El cos fou conegut com a Assemblea Nacional del Poble i els seus membres procedien del Partit Africà per la Independència de Guinea i Cap Verd (PAIGC), que va ser l'únic partit polític permès als candidats. Els candidats van escollir secretari general del PAIGC Aristides Pereira president el 5 de juliol de 1975, quan el país va obtenir oficialment la independència de Portugal.
Es van dur a terme novement eleccions de partit únic el 7 de desembre de 1980 i Pereira va ser reelegit per l'Assemblea sense oposició el 12 de febrer de 1981. Aquest mateix any la branca capverdiana del PAIGC, que també era el partit governant a Guinea Bissau, va ser reanomenat Partit Africà per la Independència de Cap Verd (PAICV).
Es van convocar novament eleccions per a una Assemblea Nacional del Poble ampliada a 83 escons per al 7 de desembre de 1985. Per primera vegada, un parell de candidats independents vinculats al PAICV van obtenir escons a la legislatura.
El 1990, Cap Verd es va convertir en un dels primers estats africans en abandonar el govern de partit únic i abraçar la democràcia multipartidista.

### Assemblea Nacional (des de 1991)
Les primeres eleccions multipartidistes a l'Assemblea Nacional van tenir lloc el 13 de gener de 1991. El partit fins aleshores governant PAICV va ser derrotat per l'opositor Moviment per la Democràcia (MpD), que va obtenir 56 dels 79 seients contra els 23 del PAICV. Les eleccions foren considades transparents, lliures i justes.
En les següents eleccions, celebrades el 17 de desembre de 1995, el nombre d'escons de l'Assemblea es va reduir de 79 a 72. El MpD van obtenir 50 escons i el PAICV 21. El Partit de Convergència Democràtica (PCD) va obtenir l'altre escó. Des d'aleshores els resultats electorals a l'assemblea han estat els següents:
| Partit                                                 | 1991 | 1995 | 2001 | 2006 | 2011 | 2016 |
| ------------------------------------------------------ | ---- | ---- | ---- | ---- | ---- | ---- |
| Partit Africà per la Independència de Cap Verd (PAICV) | 23   | 21   | 40   | 41   | 38   | 29   |
| Moviment per la Democràcia (MpD)                       | 56   | 50   | 30   | 29   | 32   | 40   |
| Partit de Convergència Democràtica (PCD)               | -    | 1    | -    | -    | -    | -    |
| Partit de Renovació Democràtica (PRD)                  | -    | -    | 0    | 0    | -    | -    |
| Partit Social Democràtic (PSD)                         | -    | 0    | 0    | 0    | 0    | 0    |
| Partit de Treball i Solidaritat (PTS)                  | -    | -    | -    | -    | 0    | 0    |
| Aliança Democràtica pel Canvi (ADM)                    | -    | -    | 2    | -    | -    | -    |
| Unió Capverdiana Independent i Democràtica (UCID)      | -    | 0    | -    | 2    | 2    | 3    |
| Total                                                  | 79   | 72   | 72   | 72   | 72   | 72   |

## Presidents
| Període     | Nom                               | Partit |
| ----------- | --------------------------------- | ------ |
| 1975-1991   | Abílio Duarte                     | PAICV  |
| 1991-1996   | Amilcar Spencer Lopes             | MpD    |
| 1996-2001   | António do Espírito Santo Fonseca | MpD    |
| 2001-2011   | Aristides Raimundo Lima           | PAICV  |
| 2011-2016   | Basílio Mosso Ramos               | PAICV  |
| Des de 2016 | Jorge Santos                      | MpD    |